# Giải Vô địch Cờ tướng quốc gia 2023
Giải vô địch cờ tướng quốc gia năm 2023, tên đầy đủ là Giải vô địch cờ tướng quốc gia năm 2023 Cúp Phuơng Trang, là Giải vô địch cờ tướng Việt Nam lần thứ 32 của bảng nam và lần thứ 30 của bảng nữ. Giải đấu do Liên đoàn cờ tướng Việt Nam tổ chức ở thành phố Đà Lạt từ ngày 10 tháng 2 năm 2023 đến ngày 20 tháng 2 năm 2023.
Giải đấu được chia làm 2 bảng: bảng nam và bảng nữ. Các kỳ thủ tranh tài ở 3 nội dung: cờ tiêu chuẩn, cờ nhanh và cờ chớp.  Ở nội dung quan trọng nhất là cờ tiêu chuẩn, chức vô địch thuộc về Nguyễn Thành Bảo và Nguyễn Hoàng Yến.

## Kết quả

### Cờ tiêu chuẩn
| Hạng | Nam                         | Nữ                            |
| ---- | --------------------------- | ----------------------------- |
| Nhất | Nguyễn Thành Bảo            | Nguyễn Hoàng Yến              |
| Nhì  | Lại Lý Huynh                | Nguyễn Phi Liêm               |
| Ba   | Nguyễn Anh Quân Hà Văn Tiến | Hồ Thị Thanh Hồng Phạm Thu Hà |

### Cờ nhanh
| Hạng | Nam                                    | Nữ                         |
| ---- | -------------------------------------- | -------------------------- |
| Nhất | Lại Lý Huynh                           | Nguyễn Hoàng Yến           |
| Nhì  | Nguyễn Thành Bảo                       | Đào Thị Thủy Tiên          |
| Ba   | Nguyễn Anh Quân Nguyễn Minh Nhật Quang | Phạm Thu Hà Trần Tuệ Doanh |

### Cờ chớp
| Hạng | Nam                            | Nữ                                |
| ---- | ------------------------------ | --------------------------------- |
| Nhất | Chu Tuấn Hải                   | Nguyễn Hoàng Yến                  |
| Nhì  | Vũ Quốc Đạt                    | Lê Thị Kim Loan                   |
| Ba   | Tôn Thất Nhật Tân Trịnh A Sáng | Đàm Thị Thùy Dung Nguyễn Phi Liêm |